# Cyberkidz
Cyberkidz  è una serie televisiva per ragazzi in una stagione, prodotta dalla ICB dal 1994 al 1996. In Italia è stata trasmessa da Junior Tv a partire dal 1997. Il nome dei Cyberkidz viene dalle iniziali dei quattro protagonisti (le iniziali di Kyle, Ian, Danica e Zak formano la parola KIDZ).

## Trama
Kyle, Ian, Danica e Zak sono quattro bambini come tutti gli altri, alle prese con la scuola, gli amici e i videogiochi. In particolare per un gioco chiamato "Cyberkidz", ambientato nel mondo virtuale di Cyberland. Quello che i quattro non sanno è che Cyberland esiste davvero, è situata in un'altra dimensione e sta soffrendo molto a causa del dispotico dominio del malefico stregone Zorak accompagnato dal comandante delle guardie Zeist e dagli infidi Xyloidi, i soldati di Zorak. Il videogioco, quindi, è una sorta di banco di prova per cercare dei giustizieri in grado di tenere testa a Zorak.
Guidati da un genio informatico della Terra rimasto intrappolato nel mondo di Cyberland, i quattro diventeranno i CyberKidz, difensori del mondo virtuale di Cyberland e nemici giurati di Zorak e Zeist. La porta d'accesso al mondo di Cyberland è un guanto speciale, il guanto del "Potere Virtuale".
La serie non presenta un finale concreto. Si era pensato a un episodio girato in quattro parti, ma vennero trasmesse soltanto le prime due in quanto la serie venne cancellata per mancanza di ascolti.

## Personaggi

### Cyberkidz
- Kyle Cooper: Bambino americano biondo e dagli occhi verdi, Kyle si potrebbe definire il leader dei Cyberkidz. Ha una forte passione per gli aeroplani ed odia terribilmente la scuola. Alle volte, per colpa degli Xyloidi, si caccia nei guai dai quali però riesce ad uscire.
- Ian Jackson: Bambino britannico, è l'unico ragazzo di colore dei Cyberkidz. La sua calma nelle situazioni più drammatiche e il suo grande cervello sono un dono molto prezioso per l'intero gruppo.
- Danica Jankovic: Unica bambina dei Cyberkidz, Danica viene dalla fredda Russia. Le piace pattinare sul ghiaccio e giocare ai videogiochi. A volte viene presa in giro dalla sua migliore amica, che non crede all'esistenza di Cyberland. Danica sembra avere un ruolo di spicco nella storia visto che in un episodio addirittura trova l'amore in un androide che però si sacrificherà per salvarla.
- Zak Sakamoto: Bambino giapponese, Zak possiede un'innata conoscenza delle tecniche difensive del Sol Levante, il che fa di lui un Cyberkid da non sottovalutare.

### Nemici
- Zorak: Malefico stregone venuto da Xylo, esperto conoscitore delle arti oscure, Zorak ha rubato l'olovisore del professor Floyd e adesso sta cercando il guanto del potere virtuale con il quale potrà rompere le barriere di Cyberland ed entrare nel mondo reale. Zorak veste un mantello rosso con un teschio di qualche strana bestia di Cyberland come elmo.
- Zeist: Il capo delle guardie di Zorak nonché sua guardia del corpo personale. Alto, robusto e molto forte, porta una benda all'occhio sinistro non si sa se perché sia una ferita di guerra o perché faccia parte della divisa. Ha un fratello di nome Levuka, che prenderà il suo posto come comandante delle guardie in una missione in cui Zeist piomberà sulla Terra deciso a eliminare i Cyberkidz.
- Dr. Frottole: Uomo di scienza di Zorak. Corporatura da nano per un cervello da genio, il dottor Frottole riesce a creare marchingegni straordinari che a volte, per la sua distrazione, si inceppano.

### Alleati
- Floyd: Genio informatico della Terra, ha inventato il gioco CYBERKIDZ per cercare dei giustizieri che riuscissero a tenere testa a Zorak e Zeist inviando loro i guanti del Potere Virtuale e i rispettivi olovisori. Anche lui ne ha uno, ma gli è stato rubato da Zorak ed ora il malvagio stregone cerca il guanto del potere per conquistare la Terra. L'olovisore e il guanto di Floyd sono però anche la sua chiave d'accesso per tornare al mondo reale, e fino a quando non li troverà rimarrà intrappolato a Cyberland. È una sorta di mentore dei quattro ragazzi.
- Quix: Una specie di coniglio mutante antropomorfo che veste un impermeabile color marrone chiaro e un cappello. Ha il pelo bianco ed è solito parlare in rima. È la "spia" dei Cyberkidz.
- Re Bing: Vecchio re di Cyberland ora detronizzato da Zorak dopo uno scontro con la sua famiglia durato 2000 anni, Re Bing è divenuto il leader dei ribelli ed aiuta i Cyberkidz come può.
- Astrella: Benefica strega di Cyberland molto bella e dai lunghi capelli biondi, Astrella ha ereditato la conoscenza delle arti magiche da Zorak per poi tradirlo e passare dalla parte dei ribelli. La sua fonte di energia sono dei cristalli magici e con la sua magia aiuta i Cyberkidz.

## Episodi
| Stagione             | Episodi | Prima TV USA | Prima TV ITA |
| -------------------- | ------- | ------------ | ------------ |
| Episodi di Cyberkidz | 13      | 1994-1996    | 1997         |